# Чухра, Павел
 Павел Чухра — российский рок-музыкант, основатель и бессменный лидер пауэр-группы «Ретрием», композитор и автор текстов. Бывший участник prog-death-power metal группы «Ruthless Order».

## Биография
Родился 27 марта 1982 г. в Москве
В 2002 г основал группу «Ретрием». В 2008 г. был участником группы «Ruthless Order», в составе которой совершил тур по России, а также стал победителем конкурса «Времена На Стали» и финалистом фестиваля «На Взлёт», финал которого проходил при поддержке британской группы «Paradise Lost».
В 2009 г выпущен второй альбом группы «Ретрием» «Белый Город».
Разведён.

## Дискография

### В составеРетрием
- Иди к Судьбе — 2004 (Metalism Records)
- Белый Город — 2009 (RM Records)

### В составеRuthless Order
- Ruthless Demo 2008:
  - We Miss the Hell
  - Dead Soul’s Rock